# Paul Herold (Historiker)
Paul Herold (* 3. November 1969 in Wien) ist ein österreichischer Historiker.

## Leben und Wirken
Nach dem Besuch eines Bundesrealgymnasiums in Wien studierte er 1989 bis 1995 Geschichte und Germanistik an der Universität Wien. 1992 bis 1995 nahm er am Ausbildungskurs am Institut für Österreichische Geschichtsforschung teil. Es folgte 1995 eine Sponsion zum Mag. phil. Vom 1. September 1995 bis 31. Dezember 1997 war er wissenschaftlicher Mitarbeiter der Kommission für die Neubearbeitung der Regesta Imperii an der Österreichischen Akademie der Wissenschaften. Danach folgte vom 1. Dezember 1997 bis 31. Dezember 1999 eine Mitarbeit an der Edition der Urkunden Kaiser Heinrichs VI. im Rahmen der Wiener Diplomata-Ausgabe der Monumenta Germaniae Historica. Vom 1. Januar 1998 bis 31. August 2001 war er wissenschaftlicher Mitarbeiter der Forschungsstelle für Geschichte des Mittelalters an der Österreichischen Akademie der Wissenschaften. Seit 1. September 2000 ist er Mitarbeiter an den Regesten König Albrechts I. im Rahmen der Regesta Imperii. 2003 wurde er promoviert.
Seit 1998 beteiligt er sich an einer Bearbeitung der Urkunden des Stiftes Melk in Regestenform und Vorarbeiten für ein Urkundenbuch des Stiftes Melk, seit 1. Januar 2002 auch an Vorarbeiten für ein Urkundenbuch des Stiftes Klosterneuburg mit Susanne Fritsch und der Bearbeitung eines Urkundenbuches des Stiftes Zwettl. Seit 2. Februar 2004 leitet er die Bibliothek am Institut für Österreichische Geschichtsforschung. Von 2010 bis 31. Dezember 2015 war er stellvertretender Direktor des Instituts für Österreichische Geschichtsforschung. 2001 erhielt er den Kulturpreis des Landes Niederösterreich.

## Schriften (Auswahl)
Monographien
- Studien zur adeligen Privaturkunde im heutigen Niederösterreich im 12. und 13. Jahrhundert. Masch. phil. Dissertation, Universität Wien, 2003.
- Die Herren von Seefeld-Feldsberg. Geschichte eines (nieder-)österreichischen Adelsgeschlechtes im Mittelalter (= Studien und Forschungen aus dem Niederösterreichischen Institut für Landeskunde. Band 27). NÖ-Institut für Landeskunde, St. Pölten 2000, ISBN 3-85006-118-3.

Herausgeberschaften
- mit Karel Hruza: Wege zur Urkunde – Wege der Urkunde – Wege der Forschung. Beiträge zur europäischen Diplomatik des Mittelalters (= Forschungen zur Kaiser- und Papstgeschichte des Mittelalters. Band 24). Böhlau, Wien u. a. 2005, ISBN 978-3-205-77271-2.
- mit Walter Pohl: Vom Nutzen des Schreibens. Soziales Gedächtnis, Herrschaft und Besitz (= Forschungen zur Geschichte des Mittelalters. Band 5). Verlag der Österreichischen Akademie der Wissenschaften, Wien 2002, ISBN 3-7001-3100-3.

Editionen und Regestenwerke
- mit Sonja Dünnebeil: Regesten Kaiser Friedrichs III. (1440–1493) nach Archiven und Bibliotheken geordnet. Band 18: Die Urkunden und Briefe des Österreichischen Staatsarchivs in Wien, Abt. Haus-, Hof- und Staatsarchiv: Allgemeine Urkundenreihe, Familienurkunden und Abschriftensammlungen (1458–1463). Wien/Weimar/Köln 2004.
- mit Kornelia Holzner-Tobisch: Regesten Kaiser Friedrichs III. (1440–1493) nach Archiven und Bibliotheken geordnet. Band 13: Die Urkunden und Briefe des Österr. Staatsarchivs in Wien, Abt. Haus-, Hof- und Staatsarchiv: Allgemeine Urkundenreihe, Familienurkunden und Abschriftensammlungen (1447–1457). Wien 2001.
- Ein Urkundenfund aus dem verschollenen Archiv des aufgehobenen Benediktinerklosters (Klein-)Mariazell. Texte zur Beziehung der Pfarre Kaumberg und der Herren von Arberg zum Kloster Mariazell in Österreich. In: Christoph Egger, Herwig Weigl (Hrsg.): Text-Schrift-Codex. Quellenkundliche Arbeiten aus dem Institut für Österreichische Geschichtsforschung (= Mitteilungen des Instituts für Österreichische Geschichtsforschung. Ergänzungsband 35). Wien/München 2000, S. 224–268.